# Louis Klein
Dominique Louis Antoine Klein (19 de enero de 1761 - 2 de noviembre de 1845) sirvió en el ejército francés durante las Guerras Revolucionarias Francesas y las Guerras Napoleónicas como general de caballería.
En un comienzo fue parte de la guardia en las residencias reales de Luis XVI, Klein dejó el ejército en 1787. Durante la Revolución Francesa, se alistó y ascendió rápidamente de teniente a general de brigada; participó en la invasión francesa del suroeste de Alemania en 1796 y formó parte del Ejército del Danubio en 1799. Su caballería jugó un papel fundamental en las batallas de Austerlitz y Jena y Auerstadt. Después de la campaña prusiana, se retiró del servicio activo, se incorporó a la política y desempeñó funciones administrativas en París.
Klein sirvió en el Senado francés, y votó a favor de la abdicación de Napoleón Bonaparte en 1814; no participó en los Cien Días y Luis XVIII de Francia lo elevó a la nobleza francesa en la segunda restauración. Klein es uno de los nombres inscritos bajo el Arco de Triunfo, específicamente está en la columna 17.

## Carrera militar
Inicialmente, Klein sirvió en la guardia de la residencia real del rey de Francia, ocupando el prestigioso puesto de guardia de la puerta. Dejó el servicio militar en 1787. Después del inicio de la Revolución Francesa en 1789, se reincorporó al ejército y en 1792, fue incluido como teniente de infantería en el Ejército del Norte. Su regimiento de caballería participó en la batalla de Fleurus.

### Guerras revolucionarias francesas
En 1795, Klein era general de brigada en el ejército de Sambre-et-Meuse, donde reemplazó al ayudante general Michel Ney Klein fue nombrado general de división en 1799 y cruzó el Rin en Kehl en el Ejército del Danubio de Jean-Baptiste Jourdan. Estaba al mando del flanco derecho de la Avanzada, bajo el mando de François Joseph Lefebvre. Su mando incluía el 4.º y 5.º Regimientos de Húsares, el 17.º de Dragones, el 1.º Chasseurs à cheval, un regimiento de caballos ligeros, dos compañías de artillería a caballo, dos de artillería a pie y una compañía de zapadores. En la batalla de Ostrach, la caballería de Klein ayudó a asegurar la aldea de Hosskirch, un puesto avanzado estratégicamente importante, antes del enfrentamiento general. Después de las derrotas francesas en Ostrach y la subsiguiente batalla de Stockach, Jourdan ordenó una retirada a la Selva Negra. La caballería de reserva y la mayor parte de la división de Klein cruzaron las montañas y se alojaron cerca de Offenburg, donde sus caballos podían encontrar mejor forraje. A pesar de la retirada organizada y las posiciones relativamente seguras en el lado occidental de la Selva Negra, el ejército estaba en ruinas. Jourdan puso a su jefe de Estado Mayor Jean Augustin Ernouf al mando provisional y viajó a París para quejarse de las condiciones de su ejército, su equipo y sus provisiones. La disciplina en las filas se esfumo. La mayoría de los generales de división dejaron sus puestos, excepto Pierre Marie Barthélemy Ferino, Joseph Souham, Dominique Vandamme y Klein. En mayo, Andre Massena recibió el mando general tanto del Ejército del Danubio como del Ejército de Helvetia; La columna de Klein se unió a Massena cerca de Zúrich.
En mayo de 1799, Klein dirigió una división de caballería de 2.010 hombres antes de la batalla de Winterthur. Unos días después, comandó la reserva de caballería contra el archiduque Carlos y el ejército austríaco en la Primera Batalla de Zúrich. La superioridad numérica y la posición de Carlos obligaron a los franceses a retirarse de Zúrich y tomaron posición en el lado occidental del río Limago. En septiembre, volvió a comandar la reserva de caballería, la 7.º División, de 3.696 hombres en el margen izquierdo (oeste) del río Aar. Fue el responsable de proteger el valle de Frick (Fricktal). Allí, como se desarrolló las disposiciones para la Segunda Batalla de Zúrich el 25 de septiembre, Klein permaneció bajo el mando directo de Massena. Klein se preparó para apoyar a las tropas de Jean Thomas Guillaume Lorge o Édouard Adolphe Casimir Joseph Mortier, en los flancos norte o sur respectivamente, según fuera necesario. El asalto austríaco cayó con más fuerza sobre Mortier, quien fue expulsado de la estratégicamente ubicada ciudad de Dietikon. La reserva de Klein permitió a los franceses retomar y mantener el pueblo. Esto convenció al comandante ruso en Zúrich, Alexander Korsakov, de que debía llevar a sus tropas de regreso a las fortificaciones de la ciudad. Más tarde, cuando Korsakov los abandonó, los rusos se retiraron confusamente a Constanza. En medio del caos, la división de Honoré Théodore Maxime Gazan, apoyada por la reserva de Klein, presionó duramente a las fuerzas de la Coalición en el extremo oeste de Constanza, junto al puente de la abadía de Petershausen. Casi capturando al príncipe Condé y al duque de Enghien. Aunque los franceses tomaron muchos prisioneros, incluidos muchos del Ejército de Condé, el ejército de emigrados franceses, estos no fueron masacrados, como había sucedido en batallas anteriores. Klein y Mortier dieron instrucciones, las cuales fueron apoyadas por Massena, de que se le asignaría a los Émigrés nombres rusos, ya que eran, después de todo, pagados por Rusia y usaban la escarapela rusa en su uniforme, estos serían tratados con dignidad; finalmente fueron intercambiados por oficiales franceses prisioneros de los austriacos y rusos.
Al regresar a Francia después de la paz de Lunéville en 1801, Klein permaneció inactivo durante varios meses. En 1802 fue llamado al servicio militar como inspector de caballería. Se le dio el mando de la 1.ª División de Dragones y en 1804 fue nombrado Gran Oficial de la Legión de Honor.

### Guerras napoleónicas
En 1805, la división de Klein fue parte del recién creado 8.º. Cuerpo, bajo el mando de Édouard Mortier; el papel del Cuerpo era patrullar y asegurar la costa norte del río Danubio, limitando la actividad austro-rusa. Napoleón supuso incorrectamente que los rusos y los austriacos se opondrían cerca de St. Pölten, al noroeste de Viena. Todo el regimiento de dragones de Klein patrullaba la costa norte del Danubio, mientras que el resto de su división, la última en la línea de marcha extendida, estaba más de un día por detrás de la división líder de Maxime Gazan. La división de Klein no participó en la Batalla de Dürenstein, aunque sus dragones estaban con Mortier y Gazan inmediatamente antes del compromiso.
La división de Klein fue parte de la fundamental victoria francesa ante las fuerzas austriacas y rusas en la subsiguiente batalla de Austerlitz tres semanas después. En un principio, sus dragones, asignados para apoyar la división de Friant, ocuparon una posición de observación en Marchfeld. El resto de sus dragones permanecieron cerca de Stockerau, justo al oeste de Viena, y estos dragones, más las divisiones de dragones de Louis-Nicolas Davout, François Antoine Louis Bourcier y Marc Antoine Beaumont, formaron un cordón entre Pohrlitz y Pressburg, y podría moverse hacia el oeste o el este, dependiendo de las acciones del archiduque Carlos o del comandante ruso Kutuzov. En consecuencia, los dragones de Klein mantuvieron el camino entre Austerlitz y Viena, impidiendo una posible retirada austriaca.
En la Guerra de la Cuarta Coalición, Klein luchó en la Grande Armée bajo el mando de Joaquín Murat. Después de la batalla de Jena-Auerstadt, Klein estaba con su división de dragones en el pueblo de Weißensee, la única vía de escape para el general prusiano Blücher. Blücher se sorprendió al encontrar a Klein ocupando el pueblo, pero lo convenció de que se había concertado un armisticio entre Prusia y Napoleón. Los informes difieren sobre la conducta de Klein y Blücher. William Milligan Sloane insiste en que Federico Guillermo III de Prusia estaba con Blücher y que solo el engaño del general impidió la captura del rey. Algunos historiadores afirman que Klein le creyó y se enteró demasiado tarde de que había sido engañado. Otros afirman que la fuerza de Klein era demasiado débil para resistir al gran número de prusianos. Tenía sólo 800 jinetes y Antoine Lasalle, al oeste, tenía dos regimientos. Blücher tenía 7.000, según Charles Mullié, o más de 12.000 infantería, artillería y caballos prusianos. Independientemente, Klein y Lasalle mantuvieron pragmáticamente la ficción o cayeron en la trampa; Blücher y sus prusianos atravesaron el pueblo. Charles Mullié sostiene que Klein juró venganza; con su división, persiguió y atacó a la fuerza Blücher al día siguiente. Tomó 10 estandartes prusianos y 1.000 prisioneros, incluido un oficial general, aunque no capturó a Blücher. Frances Lorraine Petre le da ese crédito a Soult, al igual que Adolphe Thiers; además, sostiene Petre, los dragones de Klein fueron enviados para proteger las líneas de comunicación entre Erfurt y Weimar, donde varios grupos de prusianos habían tenido escaramuzas con la retaguardia francesa.

### Deberes administrativos y políticos
Tras la campaña de Prusia, Napoleón nombró a Klein gobernador del palacio imperial. En 1807, Klein fue llamado al Senado. En 1808, fue elevado mediante cartas de patente a un conde del imperio y recibió el Gran Cordón de la Orden del León de Baviera.  En 1812, fue puesto al mando del reclutamiento y entrenamiento de una cohorte de la Guardia Nacional.
Permaneció en el Senado hasta abril de 1814, cuando votó a favor de la abdicación de Napoleón. En 1814, durante la Restauración borbónica, fue nombrado caballero de la Orden de San Luis. No apoyó el regreso de Napoleón en los Cien Días. En la Segunda Restauración, Luis XVIII lo elevó a la nobleza francesa.

## Vida familiar y personal
Louis Klein nació el 25 de enero de 1761 en Blâmont (Meurthe), en la región de Lorena. Se casó el 7 de enero de 1783 con Marie-Agathe Pierron, con quien tuvo un hijo Edouard Marie Arsène (1784 – 1843). Edouard tuvo dos hijas, Arsène Louise Marie, nacida en 1820, se casó con Mathieu Prosper Morey; y Louise Françoise Clémence, nacida en Hebreville en 1825, casada en París con Henri Tollier.
En 1808, Klein se divorció de Pierron, con el permiso del emperador, y el 2 de julio de ese año se volvió a casar con Caroline de Valangin-Arberg, hija de la condesa de Arberg, dama de honor de la emperatriz Josephine de Beauharnais. En este matrimonio tuvo un hijo, Eugene Joseph Napoleon, que nació en 1813 en París y murió en 1872. Louis Klein murió el 2 de noviembre de 1845 en París.